# Fågelsund
Fågelsund (finska: Lintusalmi) är ett sund i Finland. Det ligger i landskapet Nyland, i den södra delen av landet, 40 km sydväst om huvudstaden Helsingfors.